# Operacja Bull Run
Operacja Bull Run (ang. Bull Run) – dwudniowa operacja sił amerykańskich oraz nowej armii irackiej przeprowadzona przeciwko anty-amerykańskim rebeliantom z Armii Mahdiego wspartych członkami irackiej Al-Kaidy. Operacja rozpoczęła się 24 czerwca 2007 roku i brało w niej udział 3000 żołnierzy z czego 2000 stanowiły wojska amerykańskie, uzupełnione przez członków irackiej armii oraz policji.
Po ponad 48 godzinnych walkach Amerykanie zakończyli operacje w której zginęło 2 rebeliantów, a co najmniej czterech dostało się do niewoli. Po stronie wojsk koalicji nie poniesiono żadnych strat. Operacja Bull Run odbywała się trakcie operacji Marne Torch, które odbywała się terenie południowego Bagdadu, a którą dowodził ten sam dowódca, generał Rick Lynch.